# Haus Wahnfried
Haus Wahnfried, ook Wagnermuseum, is een museum over de Richard Wagner in Bayreuth. Wagner woonde er in het laatste decennium van zijn leven.
De componist liet het huis in 1872-1874 bouwen en woonde er met zijn vrouw Cosima, die haar man 47 jaar overleefde. Het huis ernaast is het Franz-Liszt-Museum en is vernoemd naar haar vader Franz Liszt die een aantal jaren naast hun woonde.
Later werd het huis bewoond door Siegfried Wagner en diens vrouw Winifred en hun kinderen Eva, Wieland en Wolfgang. Tijdens de Festspiele was Adolf Hitler hier te gast en hij ontmoette er onder meer Houston Stewart Chamberlain.
Na een bombardement in 1945 werd het huis aanvankelijk provisorisch gerestaureerd. In 1973 werd het door de familie Wagner aan de stad Bayreuth geschonken, die het gebouw in oude luister herstelde en er het Wagnermuseum in onderbracht.
De naam van het huis wordt begrijpelijk door de spreuk die Wagner er aan de voorkant in liet beitelen: 'Hier wo mein Wähnen Frieden fand – Wahnfried – sei dieses Haus von mir benannt'. 'Kunstrust' zou een mogelijke vertaling luiden.

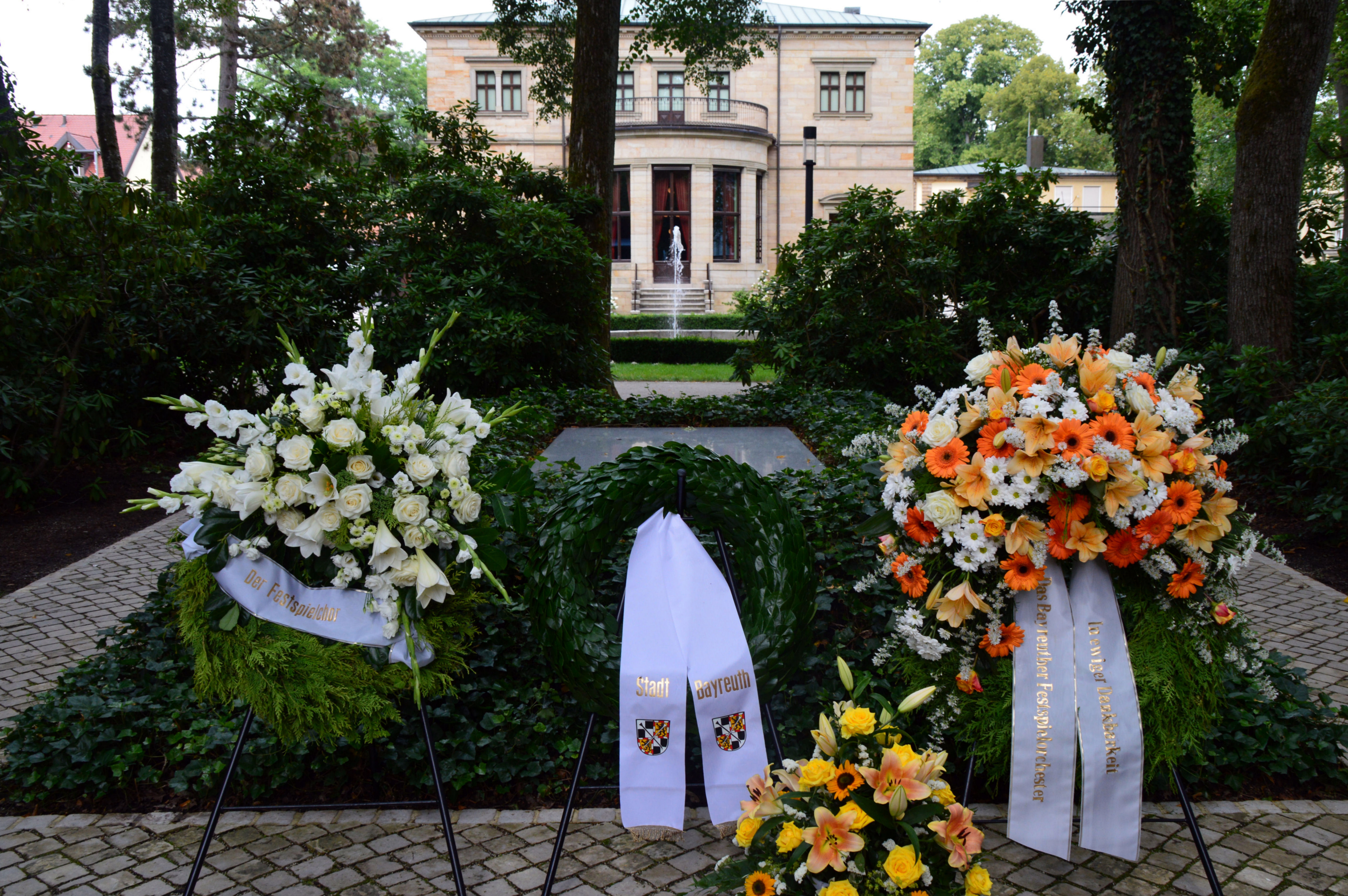
Graf Richard Wagner achter zijn villa Haus Wahnfried in Bayreuth

## Klaus Schulze
De Duitse componist en musicus Klaus Schulze, voor wie Richard Wagner een van zijn inspiratiebronnen was, gebruikte voor een aantal projecten het pseudoniem 'Richard Wahnfried'.